# Winnipeg
Winnipeg là thủ phủ và là thành phố lớn nhất ở Manitoba, Canada. Thành phố nằm ở ngã giao giữa sông Red và sông Assiniboine. Trước khi người châu Âu đến định cư, Winnipeg từng là một trung tâm buôn bán của người thổ dân.
Winnipeg có một ngành kinh tế đa dạng, bao gồm những lĩnh vực như tài chính, sản xuất thực phẩm và đồ uống, bán lẻ và du lịch. Thành phố này là một trung tâm vận tải lớn ở Canada và có hệ thống đường sắt kết nối với Hoa Kỳ cũng như với khu vực Đông và Tây Canada.
Winnipeg là đô thị tự trị lớn thứ 7 ở Canada, với dân số khoảng 633.451 (2006).

## Khí hậu
| Dữ liệu khí hậu của Winnipeg (trung bình vào 1981–2010, cực độ 1872–2015) | Dữ liệu khí hậu của Winnipeg (trung bình vào 1981–2010, cực độ 1872–2015) | Dữ liệu khí hậu của Winnipeg (trung bình vào 1981–2010, cực độ 1872–2015) | Dữ liệu khí hậu của Winnipeg (trung bình vào 1981–2010, cực độ 1872–2015) | Dữ liệu khí hậu của Winnipeg (trung bình vào 1981–2010, cực độ 1872–2015) | Dữ liệu khí hậu của Winnipeg (trung bình vào 1981–2010, cực độ 1872–2015) | Dữ liệu khí hậu của Winnipeg (trung bình vào 1981–2010, cực độ 1872–2015) | Dữ liệu khí hậu của Winnipeg (trung bình vào 1981–2010, cực độ 1872–2015) | Dữ liệu khí hậu của Winnipeg (trung bình vào 1981–2010, cực độ 1872–2015) | Dữ liệu khí hậu của Winnipeg (trung bình vào 1981–2010, cực độ 1872–2015) | Dữ liệu khí hậu của Winnipeg (trung bình vào 1981–2010, cực độ 1872–2015) | Dữ liệu khí hậu của Winnipeg (trung bình vào 1981–2010, cực độ 1872–2015) | Dữ liệu khí hậu của Winnipeg (trung bình vào 1981–2010, cực độ 1872–2015) | Dữ liệu khí hậu của Winnipeg (trung bình vào 1981–2010, cực độ 1872–2015) |
| Tháng                                                                     | 1                                                                         | 2                                                                         | 3                                                                         | 4                                                                         | 5                                                                         | 6                                                                         | 7                                                                         | 8                                                                         | 9                                                                         | 10                                                                        | 11                                                                        | 12                                                                        | Năm                                                                       |
| ------------------------------------------------------------------------- | ------------------------------------------------------------------------- | ------------------------------------------------------------------------- | ------------------------------------------------------------------------- | ------------------------------------------------------------------------- | ------------------------------------------------------------------------- | ------------------------------------------------------------------------- | ------------------------------------------------------------------------- | ------------------------------------------------------------------------- | ------------------------------------------------------------------------- | ------------------------------------------------------------------------- | ------------------------------------------------------------------------- | ------------------------------------------------------------------------- | ------------------------------------------------------------------------- |
| Chỉ số nóng bức cao kỷ lục                                                | 6.3                                                                       | 11.1                                                                      | 28.0                                                                      | 34.1                                                                      | 40.2                                                                      | 46.1                                                                      | 47.3                                                                      | 45.5                                                                      | 45.9                                                                      | 34.3                                                                      | 23.9                                                                      | 9.3                                                                       | 47.3                                                                      |
| Cao kỉ lục °C (°F)                                                        | 7.8 (46.0)                                                                | 11.7 (53.1)                                                               | 23.7 (74.7)                                                               | 34.3 (93.7)                                                               | 37.8 (100.0)                                                              | 37.8 (100.0)                                                              | 42.2 (108.0)                                                              | 40.6 (105.1)                                                              | 38.8 (101.8)                                                              | 31.1 (88.0)                                                               | 23.9 (75.0)                                                               | 11.7 (53.1)                                                               | 42.2 (108.0)                                                              |
| Trung bình ngày tối đa °C (°F)                                            | −11.3 (11.7)                                                              | −8.1 (17.4)                                                               | −0.8 (30.6)                                                               | 10.9 (51.6)                                                               | 18.6 (65.5)                                                               | 23.2 (73.8)                                                               | 25.9 (78.6)                                                               | 25.4 (77.7)                                                               | 19.0 (66.2)                                                               | 10.5 (50.9)                                                               | −0.5 (31.1)                                                               | −8.5 (16.7)                                                               | 8.7 (47.7)                                                                |
| Trung bình ngày °C (°F)                                                   | −16.4 (2.5)                                                               | −13.2 (8.2)                                                               | −5.8 (21.6)                                                               | 4.4 (39.9)                                                                | 11.6 (52.9)                                                               | 17.0 (62.6)                                                               | 19.7 (67.5)                                                               | 18.8 (65.8)                                                               | 12.7 (54.9)                                                               | 5.0 (41.0)                                                                | −4.9 (23.2)                                                               | −13.2 (8.2)                                                               | 3.0 (37.4)                                                                |
| Tối thiểu trung bình ngày °C (°F)                                         | −21.4 (−6.5)                                                              | −18.3 (−0.9)                                                              | −10.7 (12.7)                                                              | −2 (28)                                                                   | 4.5 (40.1)                                                                | 10.7 (51.3)                                                               | 13.5 (56.3)                                                               | 12.1 (53.8)                                                               | 6.4 (43.5)                                                                | −0.5 (31.1)                                                               | −9.2 (15.4)                                                               | −17.8 (0.0)                                                               | −2.7 (27.1)                                                               |
| Thấp kỉ lục °C (°F)                                                       | −44.4 (−47.9)                                                             | −45 (−49)                                                                 | −38.9 (−38.0)                                                             | −27.8 (−18.0)                                                             | −11.7 (10.9)                                                              | −6.1 (21.0)                                                               | 1.1 (34.0)                                                                | −1.1 (30.0)                                                               | −8.3 (17.1)                                                               | −20.6 (−5.1)                                                              | −36.7 (−34.1)                                                             | −47.8 (−54.0)                                                             | −47.8 (−54.0)                                                             |
| Chỉ số phong hàn thấp kỷ lục                                              | −56.4                                                                     | −57.1                                                                     | −49.6                                                                     | −35.8                                                                     | −20.8                                                                     | −7.9                                                                      | 0.0                                                                       | 0.0                                                                       | −11.5                                                                     | −24.2                                                                     | −48.1                                                                     | −50.6                                                                     | −57.1                                                                     |
| Lượng Giáng thủy trung bình mm (inches)                                   | 19.9 (0.78)                                                               | 13.8 (0.54)                                                               | 24.5 (0.96)                                                               | 30.0 (1.18)                                                               | 56.7 (2.23)                                                               | 90.0 (3.54)                                                               | 79.5 (3.13)                                                               | 77.0 (3.03)                                                               | 45.8 (1.80)                                                               | 37.5 (1.48)                                                               | 25.0 (0.98)                                                               | 21.5 (0.85)                                                               | 521.1 (20.52)                                                             |
| Lượng mưa trung bình mm (inches)                                          | 0.2 (0.01)                                                                | 2.7 (0.11)                                                                | 9.7 (0.38)                                                                | 19.2 (0.76)                                                               | 54.1 (2.13)                                                               | 90.0 (3.54)                                                               | 79.5 (3.13)                                                               | 77.0 (3.03)                                                               | 45.5 (1.79)                                                               | 32.7 (1.29)                                                               | 6.9 (0.27)                                                                | 1.5 (0.06)                                                                | 418.9 (16.49)                                                             |
| Lượng tuyết rơi trung bình cm (inches)                                    | 23.7 (9.3)                                                                | 12.5 (4.9)                                                                | 16.5 (6.5)                                                                | 10.6 (4.2)                                                                | 2.6 (1.0)                                                                 | 0.0 (0.0)                                                                 | 0.0 (0.0)                                                                 | 0.0 (0.0)                                                                 | 0.3 (0.1)                                                                 | 4.8 (1.9)                                                                 | 19.9 (7.8)                                                                | 23.0 (9.1)                                                                | 113.7 (44.8)                                                              |
| Số ngày giáng thủy trung bình (≥ 0.2 mm)                                  | 12.2                                                                      | 8.0                                                                       | 9.2                                                                       | 7.2                                                                       | 11.5                                                                      | 13.3                                                                      | 11.4                                                                      | 10.7                                                                      | 10.4                                                                      | 9.4                                                                       | 10.3                                                                      | 11.8                                                                      | 125.3                                                                     |
| Số ngày mưa trung bình (≥ 0.2 mm)                                         | 0.67                                                                      | 0.93                                                                      | 2.9                                                                       | 5.1                                                                       | 11.3                                                                      | 13.3                                                                      | 11.4                                                                      | 10.7                                                                      | 10.3                                                                      | 7.9                                                                       | 3.0                                                                       | 0.84                                                                      | 78.3                                                                      |
| Số ngày tuyết rơi trung bình (≥ 0.2 cm)                                   | 12.4                                                                      | 7.7                                                                       | 7.4                                                                       | 2.9                                                                       | 0.56                                                                      | 0.0                                                                       | 0.0                                                                       | 0.0                                                                       | 0.11                                                                      | 2.3                                                                       | 8.6                                                                       | 11.5                                                                      | 53.5                                                                      |
| Độ ẩm tương đối trung bình (%)                                            | 72.7                                                                      | 71.7                                                                      | 68.5                                                                      | 49.1                                                                      | 46.7                                                                      | 54.5                                                                      | 55.6                                                                      | 52.4                                                                      | 54.8                                                                      | 60.1                                                                      | 72.0                                                                      | 75.1                                                                      | 61.1                                                                      |
| Số giờ nắng trung bình tháng                                              | 114.7                                                                     | 133.9                                                                     | 181.9                                                                     | 241.4                                                                     | 285.2                                                                     | 276.3                                                                     | 308.3                                                                     | 281.4                                                                     | 189.0                                                                     | 147.4                                                                     | 93.9                                                                      | 99.5                                                                      | 2.352,9                                                                   |
| Phần trăm nắng có thể                                                     | 42.9                                                                      | 47.2                                                                      | 49.5                                                                      | 58.6                                                                      | 59.8                                                                      | 56.6                                                                      | 62.6                                                                      | 62.8                                                                      | 49.8                                                                      | 44.1                                                                      | 34.4                                                                      | 39.2                                                                      | 50.6                                                                      |
| Nguồn: Environment Canada                                                 |                                                                           |                                                                           |                                                                           |                                                                           |                                                                           |                                                                           |                                                                           |                                                                           |                                                                           |                                                                           |                                                                           |                                                                           |                                                                           |

## Liên kết
| Tìm hiểu thêm về Winnipeg tại các dự án liên quan |                                   |
| Tìm kiếm Wiktionary                               | Từ điển từ Wiktionary             |
| Tìm kiếm Commons                                  | Tập tin phương tiện từ Commons    |
| Tìm kiếm Wikinews                                 | Tin tức từ Wikinews               |
| Tìm kiếm Wikiquote                                | Danh ngôn từ Wikiquote            |
| Tìm kiếm Wikisource                               | Văn kiện từ Wikisource            |
| Tìm kiếm Wikibooks                                | Tủ sách giáo khoa từ Wikibooks    |
| Tìm kiếm Wikiversity                              | Tài nguyên học tập từ Wikiversity |

- Winnipeg.ca - Official Winnipeg website
- Destination Winnipeg economic and travel guide
- Canadian Climate Normals 1971–2000: Winnipeg Lưu trữ ngày 28 tháng 5 năm 2008 tại Wayback Machine at Environment Canada
- Transit Riders' Union of Winnipeg Lưu trữ ngày 19 tháng 9 năm 2008 tại Wayback Machine
- Miles MacDonell Collegiate Alumni Association Lưu trữ ngày 5 tháng 7 năm 2006 tại Wayback Machine - Local Winnipeg History
- The Climate and Weather of Winnipeg, Manitoba - from Living in Canada
- Winnipeg and Manitoba stories Lưu trữ ngày 11 tháng 2 năm 2007 tại Wayback Machine- 250 stories about Winnipeg and Manitoba History